# Hemixos
Hemixos is een geslacht van zangvogels uit de familie buulbuuls (Pycnonotidae).

## Soorten
Het geslacht kent de volgende soorten:
- Hemixos castanonotus  – Kastanjerugbuulbuul
- Hemixos cinereus  – Grijze buulbuul
- Hemixos flavala  – Asgrijze buulbuul